# Boufféré
Boufféré är en kommun i departementet Vendée i regionen Pays de la Loire i västra Frankrike. Kommunen ligger i kantonen Montaigu som tillhör arrondissementet La Roche-sur-Yon. År 2018 hade Boufféré 3 430 invånare.

## Befolkningsutveckling
Antalet invånare i kommunen Boufféré
| Referens: INSEE |